# كارين ألفتيجن
كارين ألفتيجن (بالسويدية: Karin Alvtegen) (ولدت 8 يونيو 1965 ، هوسكفارنا، السويد ) وهي كاتبة سويدية بوليسية.

## السيرة الذاتية
قد ألفت الكاتبة كارين ألتفتيجن معظم كتبها في السويد ، وكانت تدور قصص هذه الكتب حول المواضيع النفسية . ونشرت 6 كتب لها. وكان 4 كتب منهم باللغة الأنجليزية، والكتابين الاخرين احداهما كان يسمى بسكناد والأخرى بسكام، وبعد ذلك ترجمت هذه الكتب الي اللغة التركية ، والذي قام بترجمها منشورات جان.
وقد حصلت رواية ألفتيجن الثانية على جائزة (أفضل رواية بوليسية)  ضمن جوائز الشمال في عام 2001 . وقد ترجمت هذه الرواية بعد ذلك في عام 2003 الي اللغة الأنجليزية ، وفي عام 2009 نشرت في الولايات المتحدة الأمريكية  ، وبذلك رشحت لجائزة اغدار.
اما في عام 2006 فقد قام المخرج ايان مادن بأنتاج هذه الرواية، وقام بتمثيلها كل من جوانا فروجات، جريجور فيشر، وبعد ذلك حولت قصة هذه الرواية إلى مسلسل تلفزيونى.
اما الرواية الأخرى التي عرفت بسكام فقد قام دونجان لاورى بترجمتها، وعرفت بعدها بأسم(منظمة القتل بروما )، وبذلك رشحت لجائزة أفضل رواية بوليسية مترجمة.

## أعمالها الفنية

### روايتها
- سكولد (1998
- سكاند (2000) (بالتركية : هرب)
- النقل (2003) (بالتركية : الخيانة)
- البرازيلى (2005)
- سكوجا (2007)
- التاريخ الأكثر هيستوريا (2010)

### السيناريو
-هوتت، 2004

## الروابطالخارجية
Resmî site

## روابط خارجية
- كارين ألفتيجن على موقع IMDb (الإنجليزية)
- كارين ألفتيجن على موقع قاعدة بيانات الأفلام السويدية (السويدية)
- كارين ألفتيجن على موقع قاعدة بيانات الفيلم (الإنجليزية)